# Ambassade du Monténégro en France
L'ambassade du Monténégro en France, Andorre et Monaco est située au 90 boulevard Flandrin dans le 16e arrondissement de Paris (jusqu'en 2015, elle se trouvait 216 boulevard Saint-Germain). Elle y héberge sa section consulaire. L'ambassade à Paris représente le Monténégro auprès de la République française, de la principauté de Monaco, de l'UNESCO, de l'organisation internationale de la francophonie (OIF) et assure d'autres fonctions auprès d'autres organisations internationales comme l'organisation internationale de la vigne et du vin (OIV) et le bureau international des expositions (BIE).

## Histoire

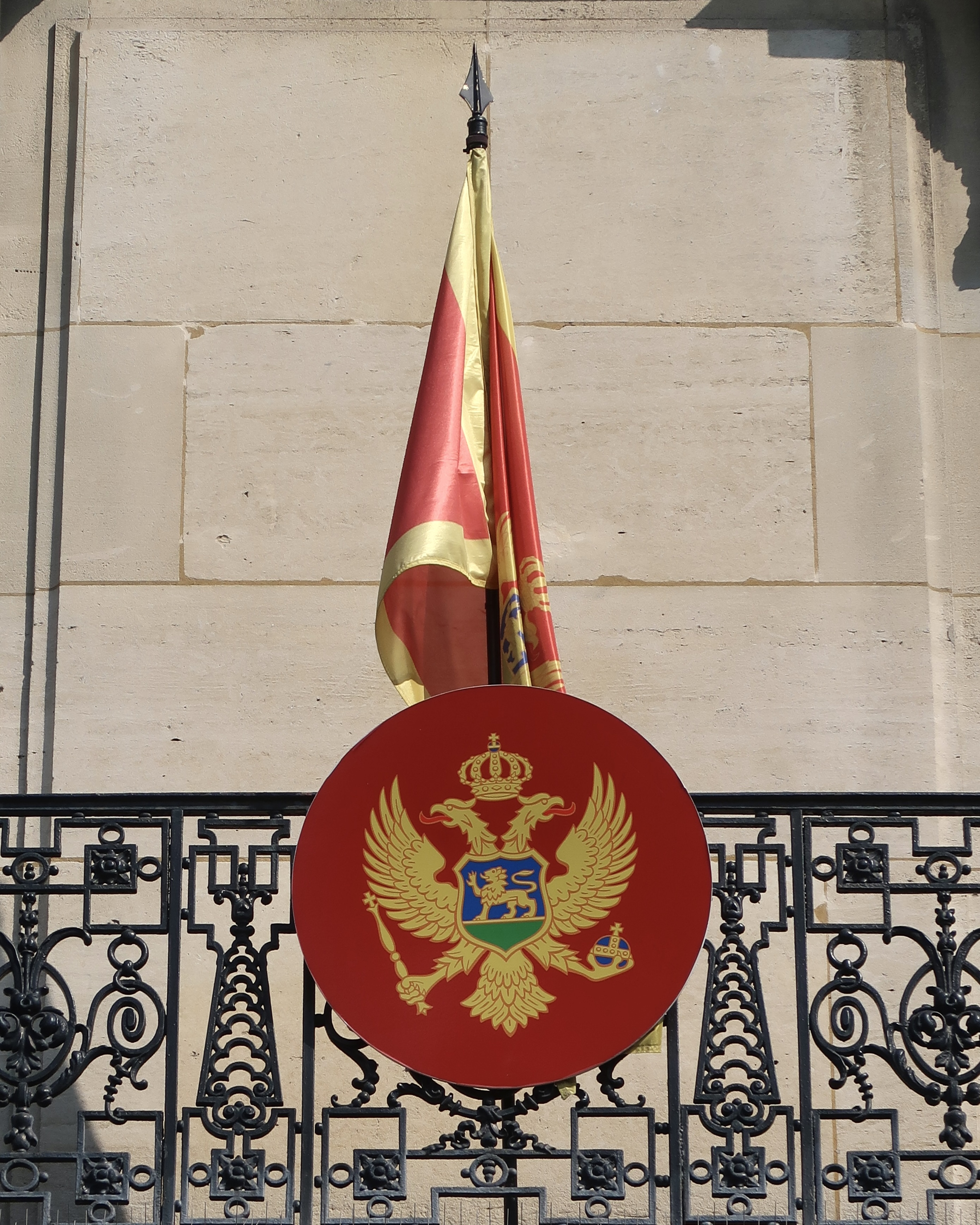
Drapeau et blason.

Jusqu'en 2015, l'ambassade se trouvait 216 boulevard Saint-Germain (7e arrondissement). Elle déménage ensuite 5 rue de la Faisanderie (16e arrondissement), occupant le même immeuble que l'ambassade de Macédoine en France. En 2020, elle s'installe 90 boulevard Flandrin, dans le même arrondissement.
Dans les années 1900, la légation du Monténégro se trouvait 24 place Malesherbes (17e arrondissement).

## Liste des ambassadeurs
| Date de nomination | Date de nomination | Date de remise des lettres de créance | Date de remise des lettres de créance | Ambassadeur               |
| ------------------ | ------------------ | ------------------------------------- | ------------------------------------- | ------------------------- |
| ?                  |                    | 28 mars 2007                          | [ JORF 1 ]                            | Milica Pejanovic-Djurisic |
| ?                  |                    | 3 décembre 2010                       | [ JORF 2 ]                            | Irena Radovic             |
| ?                  |                    | 6 juillet 2015                        | [ JORF 3 ]                            | Dragica Ponorac           |
| ?                  |                    | 10 décembre 2019                      | [ JORF 4 ]                            | Ivan Ivanišević           |